# ブラインドスポット タトゥーの女
『ブラインドスポット タトゥーの女』(Blindspot)はアメリカ合衆国NBCで2015年から2020年まで放映された犯罪ミステリーテレビドラマ。

## 概要
記憶を失い、全身に犯罪の情報につながる刺青を施された女性と、彼女の刺青を用いて犯罪を解決するFBI捜査チームを中心に描く。やがて彼女が過去に秘密のテロ組織に属していたことがわかり、彼女の忠誠心が試される。
2015年に放送が開始され、2020年5月に始まったシーズン5をもって完結した。
日本ではWOWOWで2016年5月21日から毎週土曜23：00に第1シーズンが放送（字幕版は水曜22：00)され、2017年4月1日からは第2シーズンが放送され、2018年には第3シーズンが放送され、2019年には第4シーズンが放送され、2021年には第5シーズンが放送されている。AXNでは2017年6月12日から第1シーズン、2018年8月6日から第2シーズンが、2019年10月25日より第3シーズンが、2020年11月6日より第4シーズンが、2022年1月9日より第5シーズンが放送されている。

## あらすじ

### シーズン1
複雑で難解なタトゥーを全身に施された女性が記憶喪失の状態で発見されたことをきっかけに、FBI捜査官たちはタトゥーの意味を解読するたびにそれが示唆する進行中の犯罪や陰謀に立ち向かうことになる。女性はジェーンと名付けられ、チームの一員として事件を解決するうちに、特殊な能力を明らかにしていく。チームリーダーのウェラーは、ジェーンの正体が幼馴染のテイラー・ショーではないかと思い始める。やがてジェーンは別人であり、テロ組織サンドストームから送り込まれたスパイであることがわかる。チームの上司であるメイフェアは殺され、ジェーンは、接触してきた元婚約者でサンドストームの一員のオスカーを殺す。ウェラーはジェーンを逮捕する。

### シーズン2
ジェーンはCIAに引き渡されて3か月拷問を受けた後に脱走し、サンドストームを調査するNSAのナズ・カマルの意向でチームに戻る。タトゥーに基づく捜査を再開しながら、二重スパイとしてサンドストームを探る。サンドストームの幹部でジェーンの弟のロマンと養母のシェパード元将軍が、ジェーンの前に姿を現す。パターソンと交際していたFBIの心理学者のボーデンは、サンドストームの内通者であることがわかり姿を消し死んだとみなされる。ジェーンの裏切りがばれてシェパードはロマンにジェーンを殺せと命じるがロマンは拒否する。ジェーンはロマンの記憶を消して人生をやり直すチャンスを与え、ロマンはFBIに幽閉され協力し、やがて記憶を取り戻して再びシェパードのもとに戻る。チームはサンドストームの総攻撃を阻止してシェパードを逮捕し、ロマンは野放しとなる。2年後、ウェラーは人里離れて隠れ住んでいたジェーンに会いに来て、パターソン、リード、ターシャが拉致されたと告げる。

### シーズン3
ジェーンはウェラーと結婚するが、自分の暗殺依頼から周囲を守るため、無断で姿を消す。18か月後、リード、民間で働くパターソン、CIAに転属したターシャが拉致される。ウェラーはネパールでジェーンを見つけ、ロマンがジェーンに密かに施した新しい蛍光性刺青を発光させる。2人はジェーンの死を偽装して暗殺依頼を終結させ、拉致された3人を救出する。ジェーンの新しい刺青に対応するために、FBIとCIAが協力しリードの指揮の下チームが再結成され、リッチ・ドットコムも加わる。ジェーンとウェラーは結婚生活に戻る。
ロマンは自分とジェーンが虐待された南アフリカの養護施設を運営し、国際的犯罪組織を率いるハンク・クロフォードを陥れるために陰謀を巡らせる。ジェーンの娘エイヴリーを死なせたと思い込んでいたウェラーを脅迫し、ハンクの手下であるハーストFBI長官の罪を暴かせ、身元を偽りながら娘のブレイクに接近する。だがロマンは国際的な平和維持軍を私的に持とうとするハンクに共鳴し、父の裏の顔を知らないブレイクを愛するようになって思い悩む。エイヴリーはジェーン、ウェラーと暮らすようになるが馴染まず、養父を殺したハンク・クロフォードを憎む。次長となったリードはメーガンと婚約したのち、ターシャとの愛情が邪魔をして別れる。ターシャはCIAを解雇されてブレイクに仕える。ロマンはジェーンがハンクを殺すよう仕向け、ブレイクに撃たれて死ぬ。ジェーンはFBIと協力してからの記憶を失い、テロリストのレミーに戻る。

### シーズン4
ワイツがFBI長官となりリードが次官補として仕える。チームはロマンの残したデータから、記憶操作薬ZIPがジェーンの死を招くことを知る。テロリストのレミーに戻ったジェーンはタトゥーを使ってチームを操り、憎むウェラーとともに暮らしながら、密かにサンドストームの使命を実行しようとする。ロマンの幻がしばしばジェーンを訪れて助言する。クロフォードの会社MCIグローバルの大株主のマデリン・バークはブレイクら重役に毒を盛って会社を乗っ取りターシャを手下とする。リードとターシャは互いに愛情を抱きながら敵味方となる。
やがてウェラーはジェーンがレミーに戻ったことに気づく。ジェーンはウェラーやチームの前から姿を消し、悪化する症状に悩まされながらシェパードを脱走させる。ウェラーはジェーンを捕らえ、危険な治療を施して元のジェーンの人格を取り戻させる。ジェーンはウェラーを襲ったシェパードを殺す。ジェーンの死が迫り、チームは治療法を探し出して救う。逮捕されたターシャはCIAの潜入スパイだったことをリードに告白し、再びマデリン・バークのもとに戻り、ボストンとともにエアフォースワンを墜落させようとする計画を阻止する。正体が露見してチームの元に戻る。
チームはマデリンと闘い続けるが、マデリンは全米の電力網をダウンさせるヘリオス計画を実行する。リッチを除くチームがアイスランドで解決を図る間、父を破滅させたFBIを恨むマデリンはチームを罠にかけてワイツを脅迫し、停電を含むすべての自分の犯罪をチームの仕業に見せかける。ジェーンの見守る中、チームの隠れる小屋が爆撃される。

### シーズン5
ワイツの連絡でチームの4人は小屋の無人機爆撃を生き延びるも、リードは死ぬ。2か月後、チームはヨーロッパに隠れ住み、ターシャはリードの子を妊娠している。マデリンはワイツら政治家を脅迫してFBIを支配し連邦警察庁長官となり、アイヴィ・サンズ率いるテロ組織ダバー・ザーンを雇いチームを探させる。
チームは囚われのリッチ・ドットコムを救出する。 ワイツはアナリストのアフリーンと協力し密かにチームを助ける。チェコに隠れるチームはワイツと連絡を取り、マデリンの悪事を暴こうとする。マデリンは全人類に用いるべく大量の記憶操作薬ZIPを準備しながら副大統領を目指す。秘密を知った息子もZIPの犠牲にする。ターシャのCIAでの元上司キートン、カートの元妻で連邦保安官のアリー、リッチのボーイフレンドのボストンは密かにチームを助けようとするも、キートンは殺される。アフリーンはマデリンが政治家を脅していた情報を見つける。隠れ家が見つかってパターソン以外のチームは捕らえられ、ニューヨークのFBIオフィスに連行される。
パターソンはボストン、ワイツ、アフリーンと協力してチームを救出し、リードの元婚約者メーガンに頼んで真実を公にする。マデリンは逃亡した末に自殺し、銃撃戦でワイツは死ぬ。
アイヴィはボストンを脅迫してマデリンの遺した情報をハックさせ、ZIPを入手する。チームは新任のFBI長官代理の指令に背いてZIPを追う。アイヴィは最後のZIPをタイムズスクエアで拡散しようとする。チームは辞職を迫られるも最期の任務としてアイヴィを逮捕し惨事を防ぐ。度重なるZIP投与のため、ジェーンは死亡する。

## 登場人物

### メイン
- ジェーン・ドウ ("Jane Doe")
  - 演 -  ジェイミー・アレクサンダー、日本語吹替: 本田貴子
  - タイムズ・スクエアの路上で、ボストンバッグに入れられた状態で発見された身元不明の女性。全身をタトゥーで覆われており、それが凶悪事件解決の鍵であることがやがて明らかになる。
  - 高い格闘戦技術に精密な射撃、複数の国の言語を解しコンピューターも操れる。特殊部隊の訓練を受けていると思われるが本人は記憶に無い。腕にネイビーシールズのタトゥーがある。
  - 物語が進むにつれ、弟ローマンとともに南アフリカで生まれ、児童養育施設で虐待されて育てられ、凶悪犯罪組織「サンドストーム」のテロリストになったことが明らかになる。
  - S2ではウェラーと結婚するが、暗殺が依頼されて一時姿を消し、S3では新たな刺青をほどこされてチームに復帰し、弟ローマンの死を看取る。記憶操作薬ZIPの影響で、FBIに協力して以降の記憶を失い、元のテロリストのレミーの人格に戻る。S4では密かにチームを裏切り、サンドストームの計画を実行する。治療を受けてレミーとジェーンの記憶を統合しつつジェーンの人格に戻る。シェパードを殺しチームに戻り、ZIPの副作用で死が迫るもチームに救われる。S5ではFBIに追われ隠れ住む。
- カート・ウェラー (Kurt Weller)
  - 演 -  サリヴァン・ステイプルトン、日本語吹替: 山寺宏一
  - 部下からの信頼が厚い敏腕FBI特別捜査官。タイムズ・スクエアの路上で発見されたジェーンの背中に自分の名前（正確には「KURT WELLER FBI」で、「FBIのカート・ウェラー」を意味する）が彫られていたことから、彼女に関する捜査の指揮を執る。
  - テイラー・ショーという名の、25年前に行方不明になった幼なじみがいる。その事件の関係で父親のビルとは大きな軋轢がある。妹のサラと同居する。
  - S2でジェーンと結婚するが失踪され、S3でジェーンを見つけてチームに復帰する。S5ではFBIに追われ隠れ住む。
- エドガー・リード (Edgar Reade)
  - 演 -  ロブ・ブラウン（英語版）、日本語吹替: 三宅健太
  - カートのチームの一員。当初、記憶を失っているジェーンを信頼できず、彼女が捜査に加わることを拒む。
  - S3では次長となり復活したチームを指揮する。不法移民メーガン・ブタニと婚約するが、ターシャとの愛情が理由で別れる。S4では次官補。隠れていたアイスランドの小屋が爆撃されて死ぬ。
- ターシャ・ザパタ (Natasha "Tasha" Zapata)
  - 演 -  オードリー・エスパーザ（英語版）、日本語吹替: 林真里花
  - カートやリードと行動をともにするチームの一員。元はニューヨーク市警察に5年務めた警官。密かにリードに思いをよせる。
  - 実力ある捜査官だがスポーツ賭博で多額の借金をしており、度々取り立てに遭っている。後にその事をCIAのカーターに付け込まれる。
  - S3ではCIAに勤めるが、合同捜査でチームに復帰する。不手際によりCIAを解雇され、ブレイク・クロフォードに仕える。S4ではクロフォードの会社HCIグローバルを乗っ取ったマデリン・バークに仕える。CIAの潜入捜査で偽装していたことを明らかにする。S5ではFBIに追われ隠れ住む。
- パターソン (Patterson)
  - 演 -  アシュレー・ジョンソン、日本語吹替: 松井茜
  - 科学捜査部門の責任者。ラボからカートたちをサポートし、ジェーンのタトゥーの分析も手掛ける。
  - パズルや謎解きが得意なデヴィッドというボーイフレンドがおり、半ば無理やりタトゥーの解読作業に参加される。後にその事が大きなトラブルに発展してしまう。
  - S3ではジェーン失踪と共にチームは解散し、西海岸でアプリを開発するとともにリッチ・ドットコムとハッカー集団を作る。誘拐され、ジェーンの発見と共にチームに復帰する。S5ではFBIに追われ隠れ住む。
- ロバート・ボーデン (Robert Borden)
  - 演 -  ウクウェリ・ローチ、日本語吹替: 四宮豪
  - 記憶を無くしたジェーンをサポートする心理学者。ジェーンが記憶を取り戻せるよう手助けする。実はサンドストームの一員。シーズン2で姿を消し死んだと思われたが、大火傷を負いCIAの情報提供者になる。
- ベサニー・メイフェア (Bethany Mayfair)
  - 演 -  マリアンヌ・ジャン＝バプティスト、日本語吹替: 小宮和枝
  - カートの上司。ジェーンのタトゥーとカートの関係に懸念を抱く。
- ナズ・カマル(Nas Kamal)
  - 演 -   アーチー・パンジャビ、日本語吹替 **  加藤有生子
  - 出演 - 第2シーズン第1話〜（第3シーズンではゲスト）
  - NSAの極秘部門「ゼロ・ディヴィジョン」のメンバー。ジェーンがCIAから脱走・捕獲した後にFBIに合流し、協力関係になる。
  - 高圧的な態度も散見されるがジェーンとFBIメンバーとの関係も理解しており、メンバーからは概ね受け入れられている。スナイパーライフルでの狙撃など、戦闘技術を持ち合わせている。
  - 隠れてFBIの会話を傍受しているシーンが度々あり、真の目的は不明。犯罪組織サンドストームの名付け親である。
  - チームを守るためにNSAを辞職し、その後はフリーランスとなる。
- ロマン・ブリッグス (Roman Briggs)
  - 演 -   ルーク・ミッチェル、日本語吹替:加瀬康之
  - 出演 - 第2シーズン～第3シーズンではメイン、第4シーズン以降はリカーリングおよびゲスト
  - サンドストームの幹部でジェーンの弟。S3最後には欺きながらも愛したブレイク・クロフォードに殺される。S4ではたびたびジェーンの幻視に登場する。
- エレン・"シェパード"・ブリッグス (Ellen "Shepherd" Briggs)
  - 演 -   ミシェル・ハード（英語版）
  - 出演 - 第2シーズンではメイン、第3シーズン以降はゲストおよびリカーリング
  - サンドストームの幹部でジェーンとロマンの養母。元将軍。S3では拘禁から脱走させられ、ジェーンに殺される。
- マデリン・バーク (Madeline Burke)
  - 演 -   メアリー・エリザベス・マストラントニオ
  - 出演 -第3シーズンではリカーリング、第4シーズンではメイン
  - S3ではハンク・クロフォードの会社HCIグローバルの大株主。S4ではHCIを乗っ取り、テロを起こしてチームに罪をなすりつける。S5ではワイツを始めとする政治家たちを恐喝してFBIの連邦警察庁長官となり、大量の記憶操作薬ZIPを用いて全人類を操ろうとする。
- リッチ・ドットコム（Rich Dotcom）
  - 演 -  エニス・エスマー、日本語吹替: 伊藤健太郎
  - 第3シーズンまではリカーリング、第4-5シーズンではメイン
  - ダークウェブの犯罪者。パターソンとともにハッカー集団を作った後、S3以降はFBIに勤務しチームに加わる。S4最後にはチームが逃亡する中、FBIに捕らえられる。S5ではチームに救出されて協力する。

### リカーリング
- トム・カーター（Thomas "Tom" Carter）
  - 演 -  マイケル・ガストン
  - CIA局長。メイフェアとは旧知の仲。任務遂行の為に拷問や殺人も平然と行う冷血な男。
  - ジェーンのタトゥーに自身の進退に関わる機密情報が書かれている事を知り、ジェーンの活動を妨害しようとメイフェア率いるFBIと度々対立する。ジェーン尋問中にオスカーに殺される。
- デヴィッド・ワグナー（David Wagner）
  - 演 -  ジョー・ディニコル、日本語吹替: 福田賢二
  - パターソンのボーイフレンド。パズルや謎解きに関してはパターソン以上の実力を見せ、ジェーンのタトゥー解読に無理やり参加する。深入りしすぎてロシアのスパイに殺される。
- マルコス（Marcos）
  - 演 -  ジョニー・ホイットワース
  - ジェーンの記憶の断片に出現する謎の男。ジェーンとの接触を試みるもスナイパーに射殺される。後に狙撃手がオスカーであることが発覚する。『サンドストーム』のメンバー。
- サラ・ウェラー (Sarah Weller)
  - 演 -  ジョーダナ・スパイロ
  - カートの妹。息子とカートと同居する。エドガーと一時交際する。
- ビル・ウェラー (Bill Weller)
  - 演 -  ジェイ・O・サンダース、日本語吹替: 勝部演之
  - カートの父親。テイラー・ショー誘拐殺人の容疑をかけられたため、カートとは疎遠となる。肺がんを患う。
- オスカー (Oscar)
  - 演 -  フランソワ・アルノー
  - ジェーンの過去に絡む謎の男でかつての婚約者。『サンドストーム』のメンバー。
- アリソン（アリー）・ナイト (Allison Knight)
  - 演 -  トリエステ・ケリー・ダン、日本語吹替: 小松由佳
  - 元FBI捜査官で現在は連邦保安官。カートの元ガールフレンド。FBIの捜査に協力したことからカートと再会し、徐々によりを戻す。後にカートの子供を出産する。
- ジョナス・フィッシャー (Jonas Fischer)
  - 演 -  ジョン・ホッジマン
  - FBI主任捜査官で内部監査に当たる。メイフェアの後釜を狙いしつこくチームを調査する。やがてロシアのスパイであることが分かり、ジェーンに殺される。
- マシュー・ワイツ（Matthew Weitz）
  - 演 -  アーロン・エイブラムス
  - 連邦検事補。S4以降はFBI長官。マデリンに脅されてテロの罪をチームに擦り付けるも、密かに助ける。
- ペリントン（Pellington）
  - 演 -  ディラン・ベイカー、日本語吹替: 石塚運昇
  - FBI長官。(S1-S3)
- エレノア・ハースト (Eleanor Hirst)
  - 演 -  メアリー・スチュアート・マスターソン
  - ペリントンの後任のFBI長官。(S2-S4)
- ジェイク・キートン (Jake Keaton)
  - 演 -  Chado Donella
  - CIA長官代理。S2ではジェーンを尋問する。S3ではターシャを密かにクロフォードの会社に潜入させる。S4では長い昏睡状態から目覚める。
- ハンク・クロフォード (Hank Crawford)
  - 演 -  デヴィッド・モース
  - ジェーンとロマンが逆呈されて育った養育施設を所有する国際企業HCIグローバルの経営者。ジェーンに殺される。(S3)
- ブレイク・クロフォード (Blake Crawford)
  - 演 -  Tori Anderson
  - ハンクの娘。ロマンの恋人になるが欺かれていたことを知り殺す。HCIグローバルの他の重役とともにマデリン・バークに殺される。(S3-S4)
- エイヴリー (Avery)
  - 演 -  Kristina Reyes
  - ジェーンが十代で産んで養女に出した娘。(S3)
- メーガン・ブタニ (Megan Butani)
  - 演 -  レシュマ・シェティ
  - リードの婚約者でジャーナリスト、インド出身の不法移民。 (S3)
- アフリーン・イクアル (Afreen Iqbal)
  - 演 - Ami Sheth
  - FBIのアナリストでワイツとともに密かにチームを助ける。(S3-S5)
- ボストン・アーリス・クラブ (Boston Arliss Crab)
  - 演 -  Josh Dean
  - リッチ・ドットコムの元ボーイフレンドでハッカー。
- キャシー・グスタフソン (エレクトラ） (Kathy Gustafson)
  - 演 - ヘザー・バーンズ
  - パターソン、リッチ・ドットコムの知り合いの凄腕ハッカー。(S3-S5)
- ドミニク・マスター (Dominic Master)
  - 演 -  Chaske Spencer
  - マデリン・バークの右腕。ヘリオス計画を実行してカートとジェーンに殺される。（S4）
- リチャード・シャーリー (Richard Shirley)
  - 演 - Raoul Bhaneja
  - マデリン・バークの弁護士。(S4-S5)
- アイス・クリーム (Ice Cream)
  - 演 - David Clayton Rogers
  - アイスランドのフィクサー。絵を盗むことと引き換えにチームを匿う。(S4-S5)
- アイヴィ・サンズ (Ivy Sands)
  - 演 - Julee Cerda
  - マデリン・バークが雇うテロリストの傭兵組織ダバー・ザンのメンバー。(S5)
- アーラ・グリゴリアン (Arla Grigoryan)
  - 演 - トレイシー・トムズ
  - ワイツ死後のFBI長官代理。(S5)

## エピソード一覧

### シーズン一覧
| シーズン | シーズン | エピソード | 米国での放送日 | 米国での放送日 |
| シーズン | シーズン | エピソード | 初回           | 最終回         |
| -------- | -------- | ---------- | -------------- | -------------- |
|          | 1        | 23         | 2015年9月21日  | 2016年5月23日  |
|          | 2        | 22         | 2016年9月14日  | 2017年5月17日  |
|          | 3        | 22         | 2017年10月27日 | 2018年5月18日  |
|          | 4        | 22         | 2018年10月12日 | 2019年5月31日  |
|          | 5        | 11         | 2020年5月7日   | 2020年7月23日  |

### シーズン1 （2015年 - 2016年）
| 通算 | 話数 | タイトル           | 原題 アナグラム                                                     | 監督               | 米国放送日     | 視聴者数 (万人) |
| ---- | ---- | ------------------ | ------------------------------------------------------------------- | ------------------ | -------------- | --------------- |
| 1    | 1    | 刻まれた謎         | Woe Has Joined Who Is Jane Doe                                      | マーク・ペリントン | 2015年9月21日  | 1,061           |
| 2    | 2    | 告発の行方         | A Stray Howl Taylor Shaw                                            | マーク・ペリントン | 2015年9月28日  | 911             |
| 3    | 3    | 見えかけた糸口     | Eight Slim Grins The Missing Girl                                   | Steve Shill        | 2015年10月5日  | 906             |
| 4    | 4    | 救出のシナリオ     | Bone May Rot Or Maybe Not                                           | カレン・ガヴィオラ | 2015年10月12日 | 845             |
| 5    | 5    | ブラック・サイト   | Split the Law The Past Will                                         | マーク・ペリントン | 2015年10月19日 | 782             |
| 6    | 6    | ふたりの距離       | Cede Your Soul Cloud Our Eyes                                       | Rob Hardy          | 2015年10月26日 | 791             |
| 7    | 7    | 窮地からの脱出     | Sent on Tour Trust No One                                           | Steve Shill        | 2015年11月2日  | 802             |
| 8    | 8    | 正義への照準       | Persecute Envoys Suspect Everyone                                   | Marcos Siega       | 2015年11月9日  | 767             |
| 9    | 9    | 華麗な変身         | Authentic Flirt Lift the Curtain                                    | David McWhirter    | 2015年11月16日 | 774             |
| 10   | 10   | 告げられた真実     | Evil Handmade Instrument And Unveil the Mastermind                  | Marcos Siega       | 2015年11月23日 | 703             |
| 11   | 11   | 消えた旅客機       | Cease Forcing Enemy In Case of Emergency                            | Rob Seidenglanz    | 2016年2月29日  | 685             |
| 12   | 12   | 理想の兵士         | Scientists Hollow Fortune Follow These Instructions                 | Rich Newey         | 2016年3月7日   | 659             |
| 13   | 13   | 二重スパイの正体   | Erase Weary Youth Stay Where You Are                                | Marcos Siega       | 2016年3月14日  | 625             |
| 14   | 14   | 帰れぬ者たち       | Rules in Defiance Find a Secure Line                                | Kenneth Fink       | 2016年3月21日  | 589             |
| 15   | 15   | 燃えるバラ         | Older Cutthroat Canyon To Contact Your Handler                      | Marcos Siega       | 2016年3月28日  | 599             |
| 16   | 16   | 深まる関係         | Any Wounded Thief Find What You Need                                | Tricia Brock       | 2016年4月4日   | 554             |
| 17   | 17   | 星の導き           | Mans Telepathic Loyal Lookouts In Almost the Last Place You Look    | Jeff T. Thomas     | 2016年4月11日  | 553             |
| 18   | 18   | 脱獄計画           | One Begets Technique To Begin the Sequence                          | カレン・ガヴィオラ | 2016年4月18日  | 546             |
| 19   | 19   | キャンパスの悲劇   | In the Comet of Us Focus on the Time                                | Dermott Downs      | 2016年4月25日  | 558             |
| 20   | 20   | シリアから来た少女 | Swift Hardhearted Stone Then Wait for the Address                   | Rob Seidenglanz    | 2016年5月2日   | 543             |
| 21   | 21   | 仕組まれた罠       | Of Whose Uneasy Route To Your New Safehouse                         | ジェフ・F・キング  | 2016年5月9日   | 561             |
| 22   | 22   | 残酷な告白         | If Love a Rebel, Death Will Render The Final Order Will Be Revealed | Romeo Tirone       | 2016年5月16日  | 527             |
| 23   | 23   | 切り裂かれた絆     | Why Await Life's End When It's Filed Away                           | Rob Seidenglanz    | 2016年5月23日  | 585             |

### シーズン2 （2016年 - 2017年）
| 通算 | 話数 | タイトル         | 原題 アナグラム                                                            | 監督                       | 米国放送日     | 視聴者数 (万人) |
| ---- | ---- | ---------------- | -------------------------------------------------------------------------- | -------------------------- | -------------- | --------------- |
| 24   | 1    | 危険な幕開け     | In Night So Ransomed Rogue Nothing Is More Dangerous                       | Martin Gero                | 2016年9月14日  | 710             |
| 25   | 2    | 恐怖の火種       | Heave Fiery Knot hey Invoke Fear                                           | David McWhirter            | 2016年9月21日  | 608             |
| 26   | 3    | 報復者たち       | Hero Fears Imminent Rot For Their Moment Is Near                           | Jeff T. Thomas             | 2016年9月28日  | 560             |
| 27   | 4    | テロリストの真実 | If Beth The FBI                                                            | ジェフ・F・キング          | 2016年10月5日  | 571             |
| 28   | 5    | 暗躍するマフィア | Condone Untidiest Thefts Defends The Constitution                          | Rob Seidenglanz            | 2016年10月12日 | 553             |
| 29   | 6    | 最後のピース     | Her Spy's Harmed Shepherd's Army                                           | Olatunde Osunsanmi         | 2016年10月19日 | 524             |
| 30   | 7    | 伝説の暗殺者     | Resolves Eleven Myths Only Serve Themselves                                | ジェフ・F・キング          | 2016年10月26日 | 520             |
| 31   | 8    | 謀略と祝杯       | We Fight Deaths on Thick Lone Waters When The Soldiers Attack, We Fight On | Rob Hardy                  | 2016年11月9日  | 490             |
| 32   | 9    | 裏切り者         | Why Let Cooler Pasture Deform We Shall Protect Your Freedom                | Tawnia McKiernan           | 2016年11月16日 | 500             |
| 33   | 10   | 嘘の行方         | Nor I, Nigel, AKA Leg in Iron                                              | David Tuttman              | 2017年1月4日   | 514             |
| 34   | 11   | 記憶の扉         | Droll Autumn, Unmutual Lord                                                | Adam Salky                 | 2017年1月11日  | 501             |
| 35   | 12   | 失われた愛情     | Devil Never Even Lived                                                     | Kate Woods                 | 2017年1月18日  | 473             |
| 36   | 13   | 迫り来る過去     | Name Not One Man                                                           | Glen Winter                | 2017年2月8日   | 464             |
| 37   | 14   | 戦争の数式       | Borrow or Rob                                                              | Laura Belsey               | 2017年2月15日  | 407             |
| 38   | 15   | 剣の暗示         | Draw O Caesar, Erase a Coward                                              | Darnell Martin             | 2017年2月22日  | 413             |
| 39   | 16   | 対決のとき       | Evil Did I Dwell, Lewd I Did Live                                          | David McWhirter            | 2017年3月22日  | 426             |
| 40   | 17   | 囚人のジレンマ   | Solos                                                                      | David Johnson              | 2017年3月29日  | 432             |
| 41   | 18   | 裏切りと償い     | Senile Lines                                                               | Jeff T. Thomas             | 2017年4月5日   | 434             |
| 42   | 19   | 赤い罠           | Regard a Mere Mad Rager                                                    | アーネスト・ディッカーソン | 2017年4月26日  | 433             |
| 43   | 20   | 檻の中の女       | In Words, Drown I                                                          | Dermott Downs              | 2017年5月3日   | 418             |
| 44   | 21   | 終わりの始まり   | Mom                                                                        | Rob Seidenglanz            | 2017年5月10日  | 392             |
| 45   | 22   | 地と空の攻防     | Lepers Repel                                                               | ジェフ・F・キング          | 2017年5月17日  | 428             |

### シーズン3 （2017年 - 2018年）
| 通算 | 話数 | タイトル             | 原題                   | 監督                 | 米国放送日     | 視聴者数 (万人) |
| ---- | ---- | -------------------- | ---------------------- | -------------------- | -------------- | --------------- |
| 46   | 1    | つかの間の幸せ       | Back to the Grind      | Martin Gero          | 2017年10月27日 | 413             |
| 47   | 2    | 核の脅威             | Enemy Bag of Tricks    | David Tuttman        | 2017年11月3日  | 350             |
| 48   | 3    | 仕置き人たち         | Upside Down Craft      | Solvan "Slick" Naim  | 2017年11月10日 | 338             |
| 49   | 4    | 死者からの手紙       | Gunplay Ricochet       | David McWhirter      | 2017年11月17日 | 337             |
| 50   | 5    | 王位を継ぐ者         | This Profound Legacy   | Rob Seidenglanz      | 2017年12月1日  | 335             |
| 51   | 6    | テロへのシナリオ     | Adoring Suspect        | Glen Winter          | 2017年12月8日  | 350             |
| 52   | 7    | 嘘を愛する男         | Fix My Present Havoc   | Lin Oeding           | 2017年12月15日 | 333             |
| 53   | 8    | 暴かれた真実         | City Folks Under Wraps | David Tuttman        | 2017年12月22日 | 350             |
| 54   | 9    | 真実の代償           | Hot Burning Flames     | Adam Salky           | 2018年1月12日  | 356             |
| 55   | 10   | 罪の身代わり         | Balance of Might       | Martha Mitchell      | 2018年1月19日  | 355             |
| 56   | 11   | ガラスの部屋         | Technology Wizards     | ジェフ・F・キング    | 2018年1月26日  | 375             |
| 57   | 12   | 陰謀の序章           | Two Legendary Chums    | David McWhirter      | 2018年2月2日   | 320             |
| 58   | 13   | ダーク・パーティー   | Warning Shot           | Kristin Windell      | 2018年3月2日   | 312             |
| 59   | 14   | 天国へのエレベーター | Everlasting            | Dermott Daniel Downs | 2018年3月9日   | 303             |
| 60   | 15   | 正義の指針           | Deductions             | Marisol Adler        | 2018年3月16日  | 340             |
| 61   | 16   | 絡み合う運命         | Artful Dodge           | Martha Mitchell      | 2018年3月23日  | 327             |
| 62   | 17   | 世紀の取引           | Mum's the Word         | Jean de Segonzac     | 2018年3月20日  | 293             |
| 63   | 18   | 5人の刺客            | Clamorous Night        | Neema Barnette       | 2018年4月20日  | 272             |
| 64   | 19   | 妥協なき戦い         | Galaxy of Minds        | Marcus Stokes        | 2018年4月27日  | 269             |
| 65   | 20   | 死の真相             | Let It Go              | Maja Vrvilo          | 2018年5月4日   | 275             |
| 66   | 21   | 敗者の決断           | Defection              | David Tuttman        | 2018年5月11日  | 276             |
| 67   | 22   | 始まりの地           | In Memory              | Martin Gero          | 2018年5月18日  | 298             |

### シーズン4 （2018年 - 2019年）
| 通算 | 話数 | タイトル                 | 原題                                             | 監督                 | 米国放送日     | 視聴者数 (万人) |
| ---- | ---- | ------------------------ | ------------------------------------------------ | -------------------- | -------------- | --------------- |
| 68   | 1    | 新たなる敵               | Hella Duplicitous                                | Martin Gero          | 2018年10月12日 | 295             |
| 69   | 2    | 見えない地図             | My Art Project                                   | Adam Salky           | 2018年10月19日 | 252             |
| 70   | 3    | 秘密と嘘                 | The Quantico Affair                              | David Tuttman        | 2018年10月26日 | 250             |
| 71   | 4    | 廃墟の人形               | Sous-Vide                                        | Aric Avelino         | 2018年11月2日  | 243             |
| 72   | 5    | 悪戯な過去               | Naughty Monkey Kicks at Tree                     | Chris Place          | 2019年11月9日  | 269             |
| 73   | 6    | 裏切りの行方             | Ca-Ca-Candidate for Cri-Cri-Crime                | Andi Armaganian      | 2018年11月16日 | 254             |
| 74   | 7    | ゲーム開始               | Case: Sun, Moon and the Truth                    | Andy Mikita          | 2018年11月30日 | 265             |
| 75   | 8    | 縺れた愛                 | Screech, Thwack, Pow                             | David Tuttman        | 2018年12月7日  | 281             |
| 76   | 9    | 赤い悪魔                 | Check Your Ed                                    | David McWhirter      | 2019年1月11日  | 303             |
| 77   | 10   | よみがえる亡霊           | The Big Reveal                                   | Joy T. Lane          | 2019年1月18日  | 305             |
| 78   | 11   | ミステリー作家殺人事件   | Careless Whisper                                 | Mark Tonderai        | 2019年2月1日   | 285             |
| 79   | 12   | 「秘密の書」をめぐる冒険 | The Tale of the Book of Secrets                  | R.T. Thorne          | 2019年2月8日   | 351             |
| 80   | 13   | 遅れてきた男             | Though This Be Madness, Yet There Is Method In't | Ramaa Mosley         | 2019年2月15日  | 290             |
| 81   | 14   | 模倣犯の罠               | The Big Blast from the Past Episode              | Kristin Windell      | 2019年3月8日   | 316             |
| 82   | 15   | 消せない記憶             | Frequently Recurring Struggle for Existence      | Martha Mitchell      | 2019年3月15日  | 262             |
| 83   | 16   | 旧友との再会             | The One Where Jane Visits an Old Friend          | Jean de Segonzac     | 2019年3月22日  | 296             |
| 84   | 17   | 届かない声               | The Night of the Dying Breath                    | Jeff T. Thomas       | 2019年4月5日   | 289             |
| 85   | 18   | 震える羽音               | Ohana                                            | Sudz Sutherland      | 2019年4月12日  | 286             |
| 86   | 19   | 盗まれた発射コード       | Everybody Hates Kathy                            | David McWhirter      | 2019年4月19日  | 297             |
| 87   | 20   | 殺人マシン               | Coder to Killer                                  | Martha Mitchell      | 2019年5月24日  | 281             |
| 88   | 21   | 崩壊の序章               | Masters of War 1:5 – 8                           | アマンダ・タッピング | 2019年5月31日  | 249             |
| 89   | 22   | 女帝のエンドゲーム       | The Gang Gets Gone                               | David McWhirter      | 205            |                 |

### シーズン5 （2020年）
| 通算 | 話数 | タイトル           | 原題                       | 監督               | 米国放送日    | 視聴者数 (万人) |
| ---- | ---- | ------------------ | -------------------------- | ------------------ | ------------- | --------------- |
| 90   | 1    | 絶望の果てに       | I Came to Sleigh           | マーク・ペリントン | 2020年5月7日  | 214             |
| 91   | 2    | 敵か味方か         | We Didn't Start the Fire   | Kristin Windell    | 2020年5月14日 | 187             |
| 92   | 3    | ポーンの宿命       | Existential Ennui          | Joy T. Lane        | 2020年5月28日 | 181             |
| 93   | 4    | 記憶の底から       | And My Axe!                | America Young      | 2020年6月4日  | 198             |
| 94   | 5    | 放たれる亡霊たち   | Head Games                 | Pamela Romanowsky  | 2020年6月11日 | 183             |
| 95   | 6    | 盗人のゲーム       | Fire & Brimstone           | Dermott Downs      | 2020年6月18日 | 182             |
| 96   | 7    | 消えない悪夢       | Awl In                     | Ramaa Mosley       | 2020年6月25日 | 186             |
| 97   | 8    | 破滅へと向かう道   | Ghost Train                | Martha Mitchell    | 2020年7月2日  | 186             |
| 98   | 9    | 全面対決           | Brass Tacks                | Chris Place        | 2020年7月9日  | 237             |
| 99   | 10   | 鼠たちの友情       | Love You to Bits and Bytes | Jean de Segonzac   | 2020年7月9日  | 178             |
| 100  | 11   | グランドフィナーレ | Iunne Ennui                | Martin Gero        | 2020年7月23日 | 170             |